# Бугаївка (Харківський район)
Буга́ївка — село в Україні, у Дергачівській міській громаді Харківського району Харківської області. До 2020 орган місцевого самоврядування — Токарівська сільська рада.
Населення становить 1 особа.

## Географія
Село Бугаївка знаходиться на правому березі річки Татарка, біля її витоків, яка за 5,5 км впадає в річку Лопань (ліва притока). Вище за течією річки до села примикає село Кудіївка, нижче за течією примикає село Токарівка. За 3 км проходить автомобільна дорога М20.

## Історія
За даними на 1864 рік на казенному хуторі Деркачівської волості Харківського повіту мешкало 24 особи (11 чоловічої статі та 13 — жіночої), налічувалось 4 дворових господарства.
12 червня 2020 року, розпорядженням Кабінету Міністрів України № 725-р «Про визначення адміністративних центрів та затвердження територій територіальних громад Харківської області», увійшло до складу Дергачівської міської громади.
19 липня 2020 року, в результаті адміністративно-територіальної реформи та ліквідації Дергачівського району, село увійшло до складу Харківського району.